# Summer in Kingston
Summer in Kingston è il decimo album discografico in studio del cantante giamaicano naturalizzato statunitense Shaggy, pubblicato nel 2011.

## Tracce
1. Just Another Girl (feat. Tarrus Riley) – 2:56
2. Sugarcane – 3:27
3. Dame (feat. Celia) – 3:13
4. Feeling Alive (feat. Agent Sasco) – 3:23
5. End of the World (Drink Up) – 3:10
6. Soldiers Story (feat. Jaiden) – 3:47
7. Fired Up (Fuck the Rece$$ion!) (feat. Pitbull) – 3:18
8. The Only One (Lie to Me) (feat. Jaiden) – 4:36 – Shaggy